# 1977-es magyar vívóbajnokság
Az 1977-es magyar vívóbajnokság a hetvenkettedik magyar bajnokság volt. A férfi tőrbajnokságot április 29-én rendezték meg, a párbajtőrbajnokságot május 5-én, a kardbajnokságot május 6-án, a női tőrbajnokságot pedig április 28-án, mindet Budapesten, a Nemzeti Sportcsarnokban.

## Eredmények
| Versenyszám          | Arany                        | Arany | Ezüst                           | Ezüst | Bronz                       | Bronz |
| -------------------- | ---------------------------- | ----- | ------------------------------- | ----- | --------------------------- | ----- |
| Férfi tőrvívás       | Héri László Bp. Honvéd       |       | Kovács Gyula Vasas SC           |       | Marton István Újpesti Dózsa |       |
| Férfi párbajtőrvívás | Pap Jenő BVSC                |       | dr. Muskovszky Gábor Bp. Honvéd |       | Pethő László Újpesti Dózsa  |       |
| Férfi kardvívás      | Gerevich Pál BVSC            |       | Kovács Tamás Vasas SC           |       | Marót Péter Vasas SC        |       |
| Női tőrvívás         | Szolnoki Mária Újpesti Dózsa |       | Maros Magda BVSC                |       | Tordasi Ildikó MTK-VM       |       |